# Karya Mukti (Sinar Peninjauan)
Karya Mukti is een bestuurslaag in het regentschap Ogan Komering Ulu van de provincie Zuid-Sumatra, Indonesië. Karya Mukti telt 4032 inwoners (volkstelling 2010).